# Lunca (gmina Amaru)
Lunca – wieś w Rumunii, w okręgu Buzău, w gminie Amaru. W 2011 roku liczyła 229 mieszkańców.